# Dano (woreda)
Pour les articles homonymes, voir Dano.
Dano (en oromo : Daannoo) est un woreda du centre-ouest de l'Éthiopie situé dans la zone Ouest Shewa de la région Oromia. Il compte 97 243 habitants en 2007, son centre administratif est Seyo.
Bordé par la rivière Gibe et un de ses affluents qui le séparent de la zone Jimma, Dano est entouré dans la zone Ouest Shewa par Cheliya, Jibat et Nono.
Son centre administratif, Seyo, se trouve une trentaine de kilomètres au sud d'Ejaji (woreda Cheliya) où passe la route Nekemte-Ambo,.
Le recensement national de 2007 fait état pour ce woreda d'une population de 97 243 habitants dont 6 % de citadins qui sont les 6 072 habitants de Seyo. La majorité des habitants du woreda (53 %) sont protestants, 37 % sont orthodoxes, 8 % sont musulmans et 1 % sont de religions traditionnelles africaines.
En 2022, sa population est estimée à 140 056 personnes avec une densité de population de 212 personnes par km2 et 660 km2 de superficie.